# Hazelmere
Hazelmere är en del av en befolkad plats i Australien. Den ligger i kommunen Swan och delstaten Western Australia, omkring 15 kilometer öster om delstatshuvudstaden Perth. Antalet invånare är 922.
Runt Hazelmere är det ganska tätbefolkat, med 111 invånare per kvadratkilometer.. Närmaste större samhälle är Perth, omkring 15 kilometer väster om Hazelmere.
Trakten runt Hazelmere består till största delen av jordbruksmark. Genomsnittlig årsnederbörd är 763 millimeter. Den regnigaste månaden är juli, med i genomsnitt 131 mm nederbörd, och den torraste är december, med 14 mm nederbörd.